# Saison 2009-2010 du Bayern Munich
Maillots
Chronologie
Saison précédente Saison suivante
Le Bayern Munich évolue en Bundesliga pour la saison 2009-2010. Le club est aussi engagé en Ligue des champions de l'UEFA et en  Coupe d'Allemagne.

## Effectif professionnel
| Gardiens de but - 1 Michael Rensing - 22 Hans-Jörg Butt - 35 Thomas Kraft |  | Défenseurs - 5 Daniel Van Buyten - 6 Martin Demichelis - 13 Andreas Görlitz - 21 Philipp Lahm - 26 Diego Contento - 28 Holger Badstuber - 30 Christian Lell |  | Milieux - 7 Franck Ribéry - 8 Hamit Altintop - 10 Arjen Robben - 17 Mark van Bommel - 23 Danijel Pranjić - 27 David Alaba - 31 Bastian Schweinsteiger - 32 Mehmet Ekici - 44 Anatoliy Tymoshchuk |  | Attaquants - 11 Ivica Olić - 18 Miroslav Klose - 25 Thomas Müller - 33 Mario Gómez |

## Buteurs (toutes compétitions)
- 16 buts : Arjen Robben
- 14 buts : Mario Gómez et Thomas Müller
- 12 buts : Ivica Olić
- 9 buts : Daniel Van Buyten
- 6 buts : Franck Ribéry
- 5 buts : Miroslav Klose
- 2 buts : Bastian Schweinsteiger
- 1 but : Hamit Altintop, Holger Badstuber, Hans-Jörg Butt, Martin Demichelis, Philipp Lahm, Danijel Pranjić, Luca Toni, Anatoliy Tymoshchuk et Mark van Bommel

## Parcours enCoupe d'Allemagne
| Date       | Tour           | Adversaire           | Lieu                         | Score | Buteurs                                                               |
| ---------- | -------------- | -------------------- | ---------------------------- | ----- | --------------------------------------------------------------------- |
| 02/08/2009 | 1/32 de finale | SpVgg Neckarelz      | Elzstadion, Neckarelz        | 1-3   | Gómez 51e 57e (pen.) Altintop 82e                                     |
| 22/09/2009 | 1/16 de finale | RW Oberhausen        | Allianz Arena, Munich        | 5-0   | Embers 32e (csc) Gómez 41e Van Buyten 67e 86e Müller 70e              |
| 28/10/2009 | 1/8 de finale  | Eintracht Frankfurt  | Commerzbank Arena, Francfort | 0-4   | Klose 14e 19e Müller 29e Toni 52e                                     |
| 10/02/2010 | 1/4 de finale  | SpVgg Greuther Fürth | Allianz Arena, Munich        | 6-2   | Müller 5e 82e Robben 58e (pen.) Ribéry 61e Lahm 65e Allagui 87e (csc) |
| 24/03/2010 | 1/2 de finale  | Schalke 04           | Veltins Arena, Gelsenkirchen | 0-1   | Robben 112e                                                           |
| 15/05/2010 | Finale         | Werder Bremen        | 4-0 Olympiastadion, Berlin   |       |                                                                       |

Le Bayern Munich affrontera le Werder Bremen le 15 mai 2010 en finale de la Coupe d'Allemagne.Le 15 mai 2010 le Bayern Munich remporte la Coupe d'Allemagne 4-0, contre le Werder Bremen.

## Parcours enLigue des champions de l'UEFA
| Rang | Équipe        | Pts | J | G | N | P | Bp | Bc | Diff |
| ---- | ------------- | --- | - | - | - | - | -- | -- | ---- |
| 1    | Bordeaux      | 16  | 6 | 5 | 1 | 0 | 9  | 2  | +7   |
| 2    | Bayern Munich | 10  | 6 | 3 | 1 | 2 | 9  | 5  | +4   |
| 3    | Juventus      | 8   | 6 | 2 | 2 | 2 | 4  | 7  | -3   |
| 4    | Maccabi Haifa | 0   | 6 | 0 | 0 | 6 | 0  | 8  | -8   |

| Date       | J.  | Adversaire    | Lieu                          | Score | Buteurs                                             |
| ---------- | --- | ------------- | ----------------------------- | ----- | --------------------------------------------------- |
| 15/09/2009 | J01 | Maccabi Haifa | Kiriat Eliezer, Haifa         | 0-3   | Van Buyten 64e Müller 85e 88e                       |
| 30/09/2009 | J02 | Juventus      | Allianz Arena, Munich         | 0-0   |                                                     |
| 21/10/2009 | J03 | Bordeaux      | Stade Chaban Delmas, Bordeaux | 2-1   | Ciani 6e (csc)                                      |
| 03/11/2009 | J04 | Bordeaux      | Allianz Arena, Munich         | 0-2   |                                                     |
| 25/11/2009 | J05 | Maccabi Haifa | Allianz Arena, Munich         | 1-0   | Olić 62e                                            |
| 08/12/2009 | J06 | Juventus      | Stadio Olimpico, Turin        | 1-4   | Butt 30e (pen.) Olić 52e Gómez 83e Tymoshchuk 90+2e |

### 1/8 de finale
| Date       | J.     | Adversaire | Lieu                             | Score | Buteurs                   |
| ---------- | ------ | ---------- | -------------------------------- | ----- | ------------------------- |
| 17/02/2010 | Aller  | Fiorentina | Allianz Arena, Munich            | 2-1   | Robben 45+3e Klose 89e    |
| 09/03/2010 | Retour | Fiorentina | Stadio Artemio Franchi, Florence | 3-2   | Van Bommel 60e Robben 65e |

### 1/4 de finale

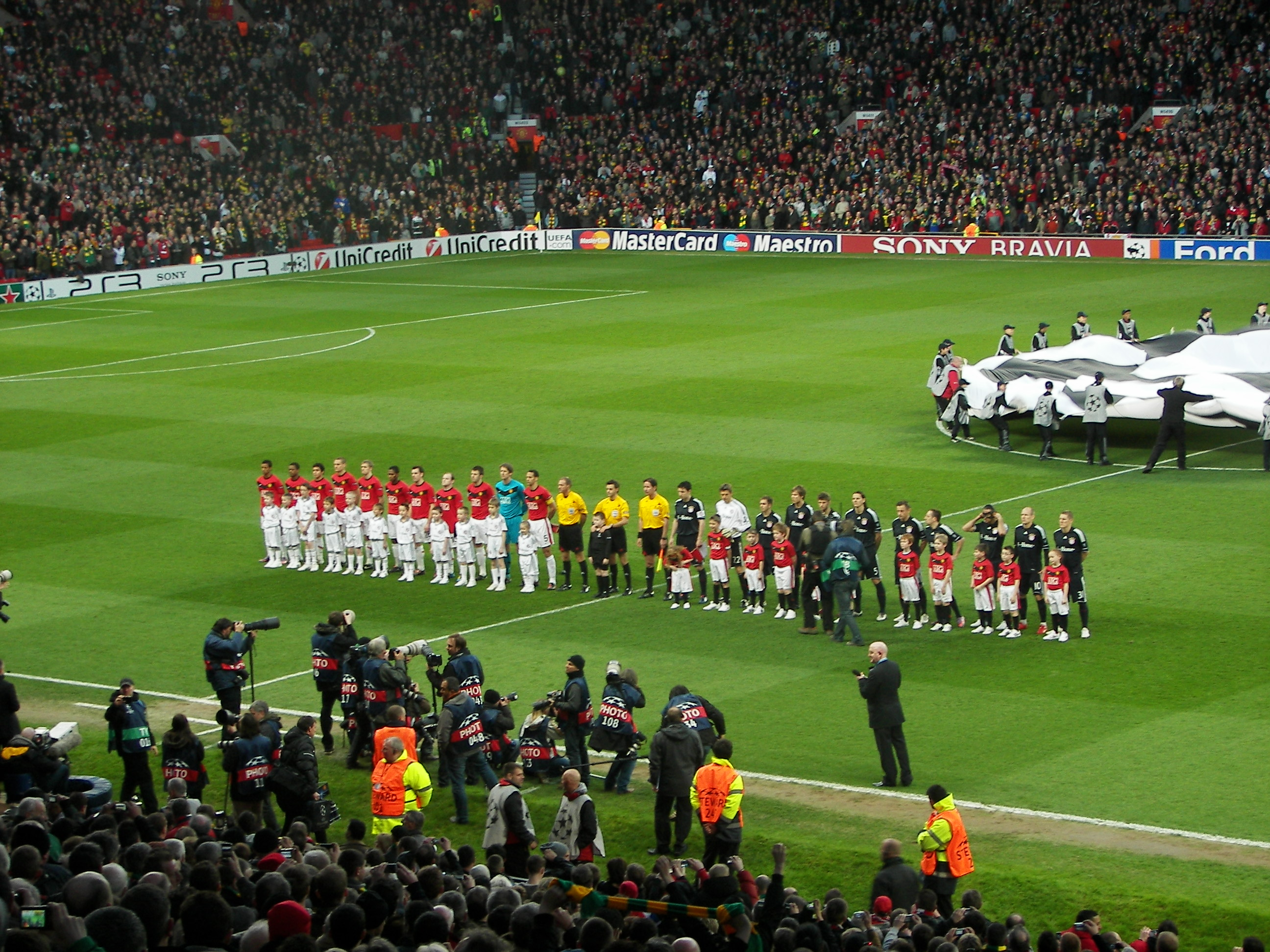
Quart de finale contre Manchester United

| Date       | J.     | Adversaire        | Lieu                     | Score | Buteurs               |
| ---------- | ------ | ----------------- | ------------------------ | ----- | --------------------- |
| 30/03/2010 | Aller  | Manchester United | Allianz Arena, Munich    | 2-1   | Ribéry 77e Olić 90+2e |
| 07/04/2010 | Retour | Manchester United | Old Trafford, Manchester | 3-2   | Olić 43e Robben 74e   |

### Demi-finale
| Date       | J.     | Adversaire         | Lieu                  | Score | Buteurs |
| ---------- | ------ | ------------------ | --------------------- | ----- | ------- |
| 21/04/2010 | Aller  | Olympique lyonnais | Allianz Arena, Munich | 1-0   |         |
| 27/04/2010 | Retour | Olympique lyonnais | Gerland, Lyon         | 0-3   |         |

Le Bayern Munich recevra l'Olympique lyonnais le 21/04/2010 avant de se déplacer à Lyon le 27/04/2010 en vue des demi-finales de la Ligue des champions.